# Penlee House

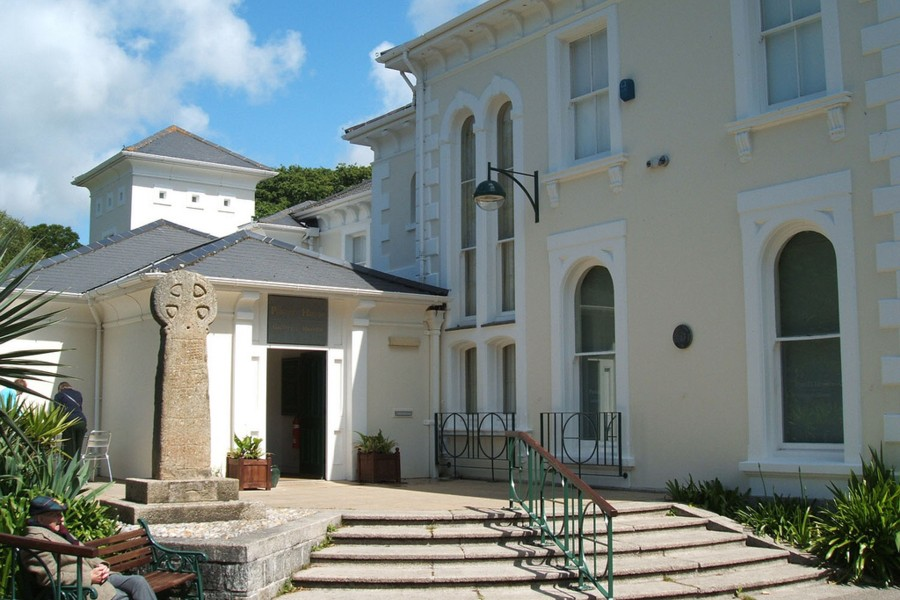
Penlee House in Penzance

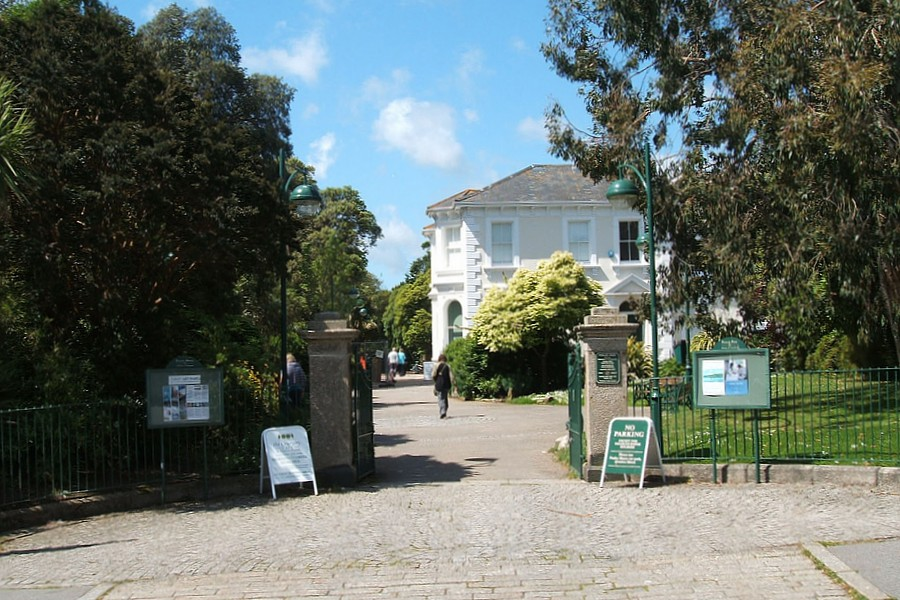
Eingang zum Penlee House mit Park

Penlee House ist ein viktorianisches Gebäude im Ort Penzance in Cornwall, in dem sich heute ein Museum und eine Kunstgalerie befinden. Das Gebäude, das im Erdgeschoss die Galerie mit ihren wechselnden Ausstellungen und in den restlichen Räumen das Museum beherbergt, wird umgeben vom Penlee Memorial Park. Das Anwesen wird derzeit vom Gemeinderat des Ortes und der Bezirksregierung von Cornwall verwaltet.
Penlee House wurde 1865 für den wohlhabenden Kaufmann John Richards Branwell errichtet. Das Haus ist im italienischen-viktorianischeren Stil gebaut und wahrscheinlich die Arbeit des Architekten John Matthews. Der Park rund um Penlee House wurde weitläufig mit Grünanlagen und Brunnen angelegt und am Ende des Parks zur Trewithen Road mit einem Gartenhaus ausgestattet. Penlee House enthielt im Erdgeschoss ursprünglich einen Speisesaal, einen Frühstücksraum und einen Salon, dazu eine Küche mit Speisekammer und Dienstbotenzimmer. Den ersten Stock erreichte man von der Halle über eine große Treppe und über eine Dienstbotentreppe. Es gab drei große Schlafzimmer, darunter separate Schlafzimmer für Branwell und seine Frau. Die Schlafzimmer waren mit einer Garderobe und einem großen Badezimmer verbunden. Daneben gab es vier weitere kleine Schlafzimmer für Familienmitglieder und Dienstpersonal.
1946 kaufte die Gemeinde Penzance das Haus zusammen mit dem Park als Gedenkstätte für die Toten des Zweiten Weltkriegs und eröffnete es 1949 formell als Penzance Bezirksmuseum. 1974 ging das Eigentumsrecht des Museums an die Bezirksregierung von Penwith über und seit 1985 verwaltet der Gemeinderat das Anwesen. In den 1990er Jahren führte die Verwaltung eine Generalsanierung des Gebäudes durch, um angemessene und zeitgemäße Räumlichkeiten für die berühmte Gemäldesammlung zur Verfügung zu stellen.
Penlee House beherbergt zahlreiche Gemälde von Malern der Newlyn School wie z. B. Walter Langley, Stanhope Forbes, Norman Garstin, Lamorna Birch, Thomas Cooper Gotch, Percy Robert Craft, Edwin Harris und Ralph Todd. Das berühmteste Gemälde des Museums ist The Rain It Raineth Every Day von Norman Garstin, der lange Jahre in Wellington Terrace, einem großen Anwesen in Penzance, lebte.

## Galerie

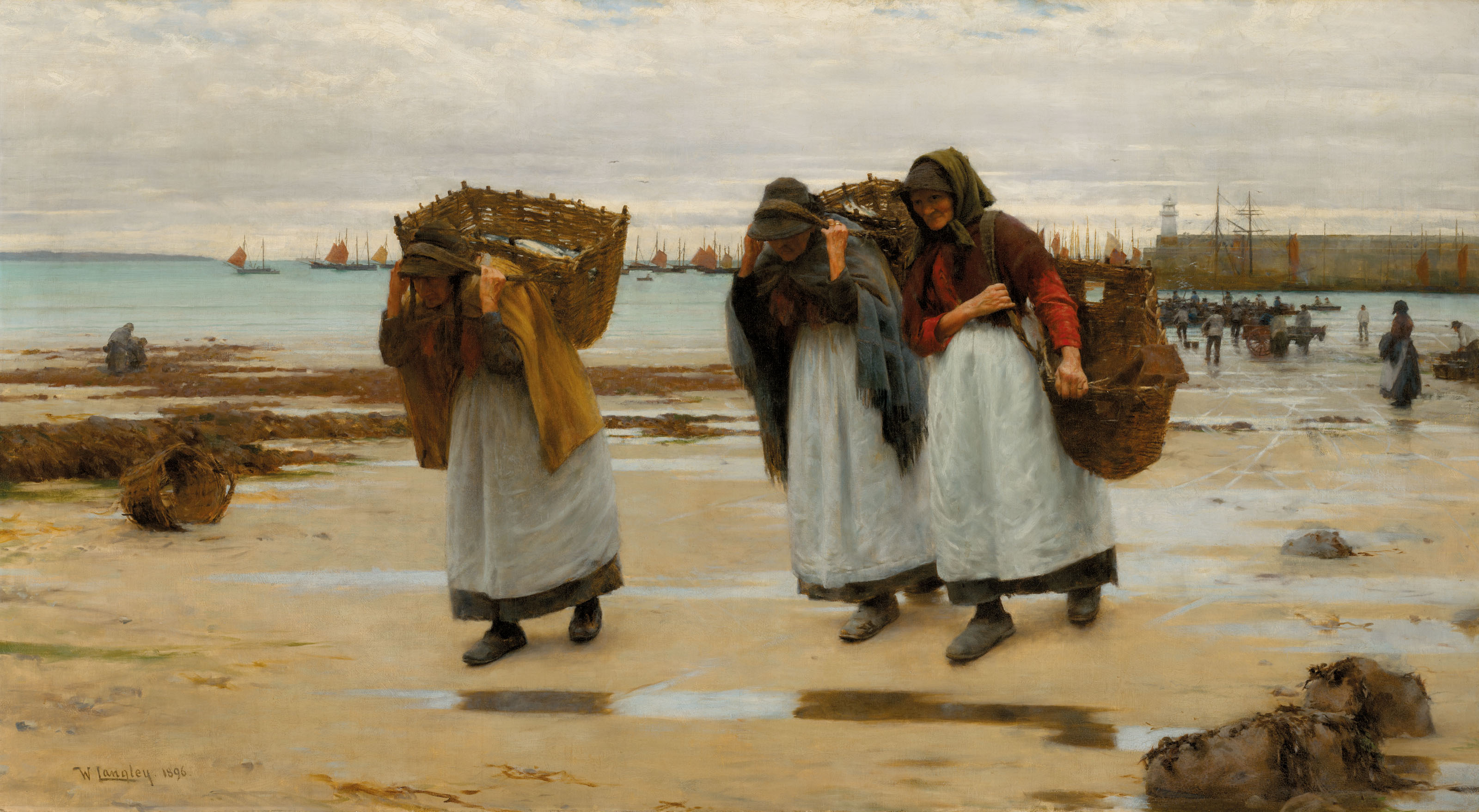
Walter Langley: The Breadwinners (1896)
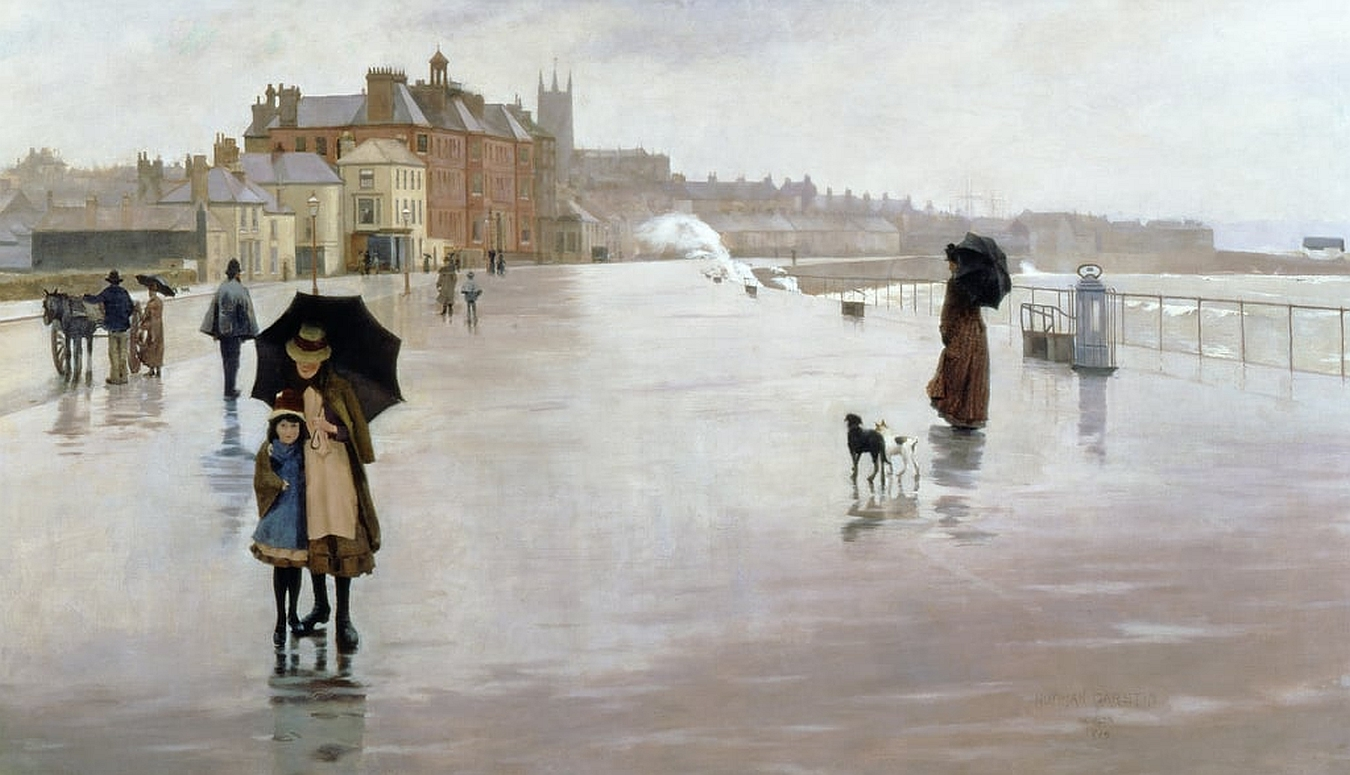
Norman Garstin: The Rain It Raineth Every Day (1889)
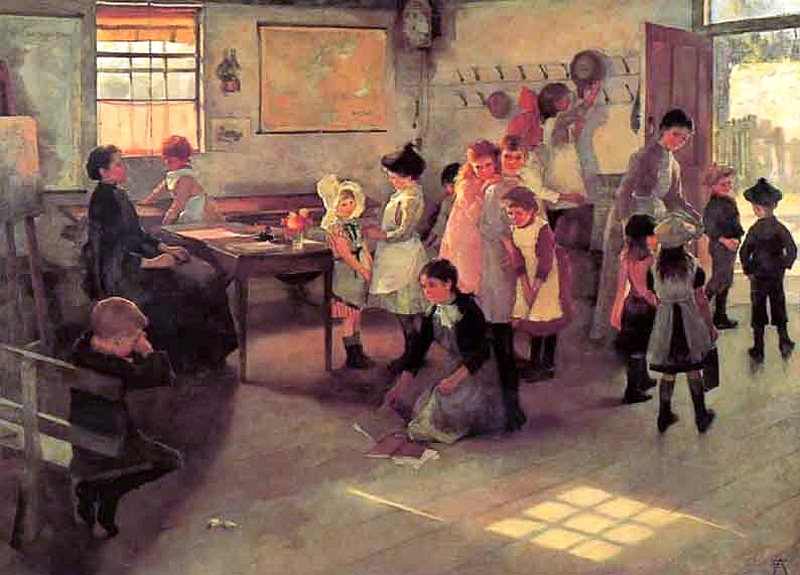
Elizabeth Adela Forbes: School Is Out (1889)
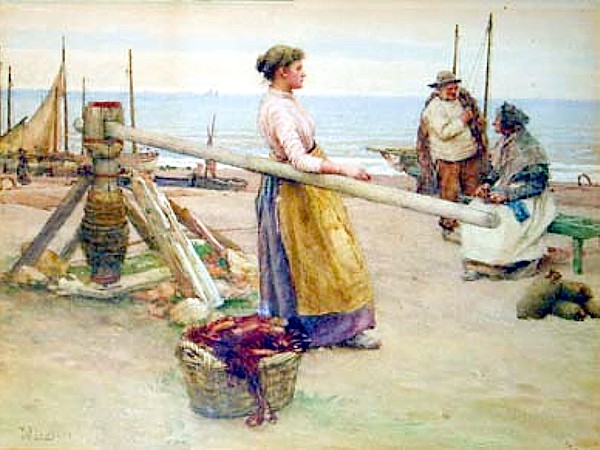
Walter Langley: A Lass That Loves A Sailor (1893)
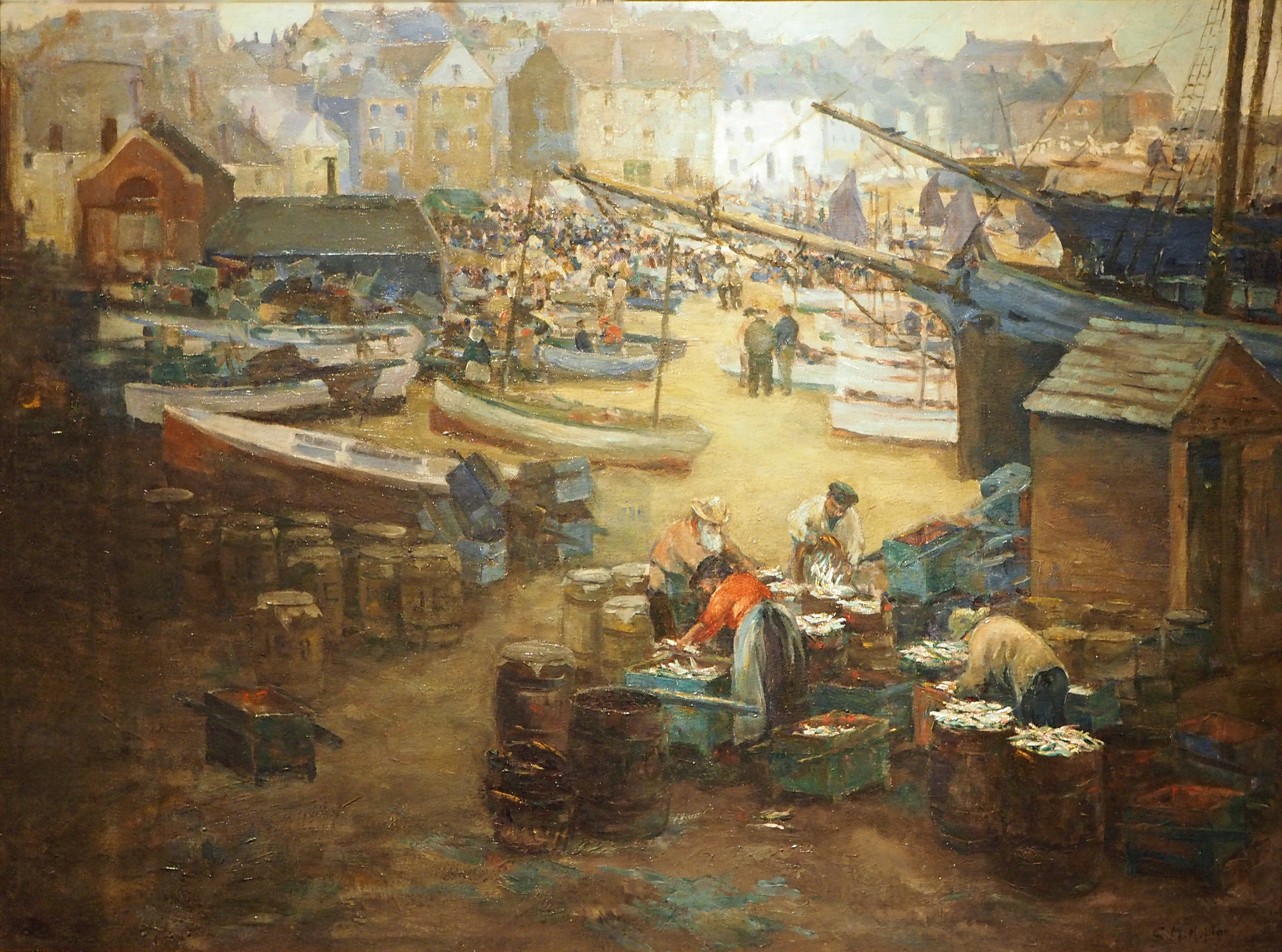
Gwendoline Hopton: Packing Fish, St Ives Harbour